# Новая (Тосненский район)
Но́вая (фин. Uusikylä) — деревня в Форносовском городском поселении Тосненского района Ленинградской области.

## История
На карте Ингерманландии А. И. Бергенгейма, составленной по шведским материалам 1676 года, обозначена деревня Runamoisio.
На шведской «Генеральной карте провинции Ингерманландии» 1704 года, составленной по материалам 1678 года, — Vanamäisio.
Как деревня Ста Мыза она упомянута на карте Ингерманландии А. Ростовцева 1727 года.
На карте Санкт-Петербургской губернии Я. Ф. Шмидта 1770 года она обозначена как деревня Старая Мыза.
На карте Санкт-Петербургской губернии Ф. Ф. Шуберта 1834 года — как деревня Новая.
В пояснительном тексте к этнографической карте Санкт-Петербургской губернии П. И. Кёппена 1849 года она записана как деревня Uusikylä (Новая) и указано количество её жителей на 1848 год: эурямёйов — 9 м. п., 7 ж. п., всего 16 человек.

НОВАЯ — деревня господина Вонлярлярского, по просёлочной дороге, число дворов — 7, число душ — 38 м. п. (1856 год)

Согласно «Топографической карте частей Санкт-Петербургской и Выборгской губерний» 1860 года деревня называлась Новая Старая Мыза и насчитывала 12 дворов. Деревня стояла на краю болота называемом Валасу или Вотчинское.

НОВАЯ (СТАРАЯ МЫЗА) — деревня владельческая при колодце, число дворов — 10, число жителей: 27 м. п., 31 ж. п. (1862 год)

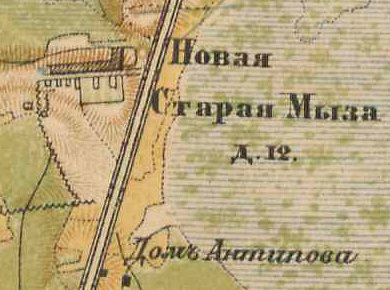
План деревни Новая. 1885 год

В 1885 году деревня называлась Новая Старая Мыза и насчитывала 12 дворов.
Согласно материалам по статистике народного хозяйства Царскосельского уезда 1888 года мыза Старая Мыза площадью 88 десятин принадлежала мещанину С. Т. Иконникову, она была приобретена в 1878 году за 4418 рублей, лес в мызе хозяин продал под вырубку. Кроме того, имение при деревне Новая площадью 627 десятин принадлежало французскому гражданину В. Ф. Кюбассю, оно было приобретено в 1886 году за 14 500 рублей, охота сдавалась в аренду.
В конце XIX века деревня административно относилась к Лисинской волости 1-го стана Царскосельского уезда Санкт-Петербургской губернии, в начале XX века — 4-го стана.
По данным «Памятной книжки Санкт-Петербургской губернии» за 1905 год деревня называлась Новая (Старая Мыза).
В 1913 году количество дворов в деревне увеличилось до 14. Деревня называлась Новая. Болото на краю которого располагалась деревня называлось Вотчинское.
С 1917 по 1922 год деревня Новая входила в состав Рынделевского сельсовета Лисинской волости Детскосельского уезда.
С 1922 года в составе Погинского сельсовета.
С 1923 года в составе Троцкого уезда.
С 1924 года в составе Погинского сельсовета.
Согласно данным переписи населения СССР 1926 года в деревне Новая проживал 101 человек — все русские.
С 1927 года в составе Детскосельского района.
В 1928 году население деревни составляло 120 человек.
С 1930 года в составе Тосненского района.

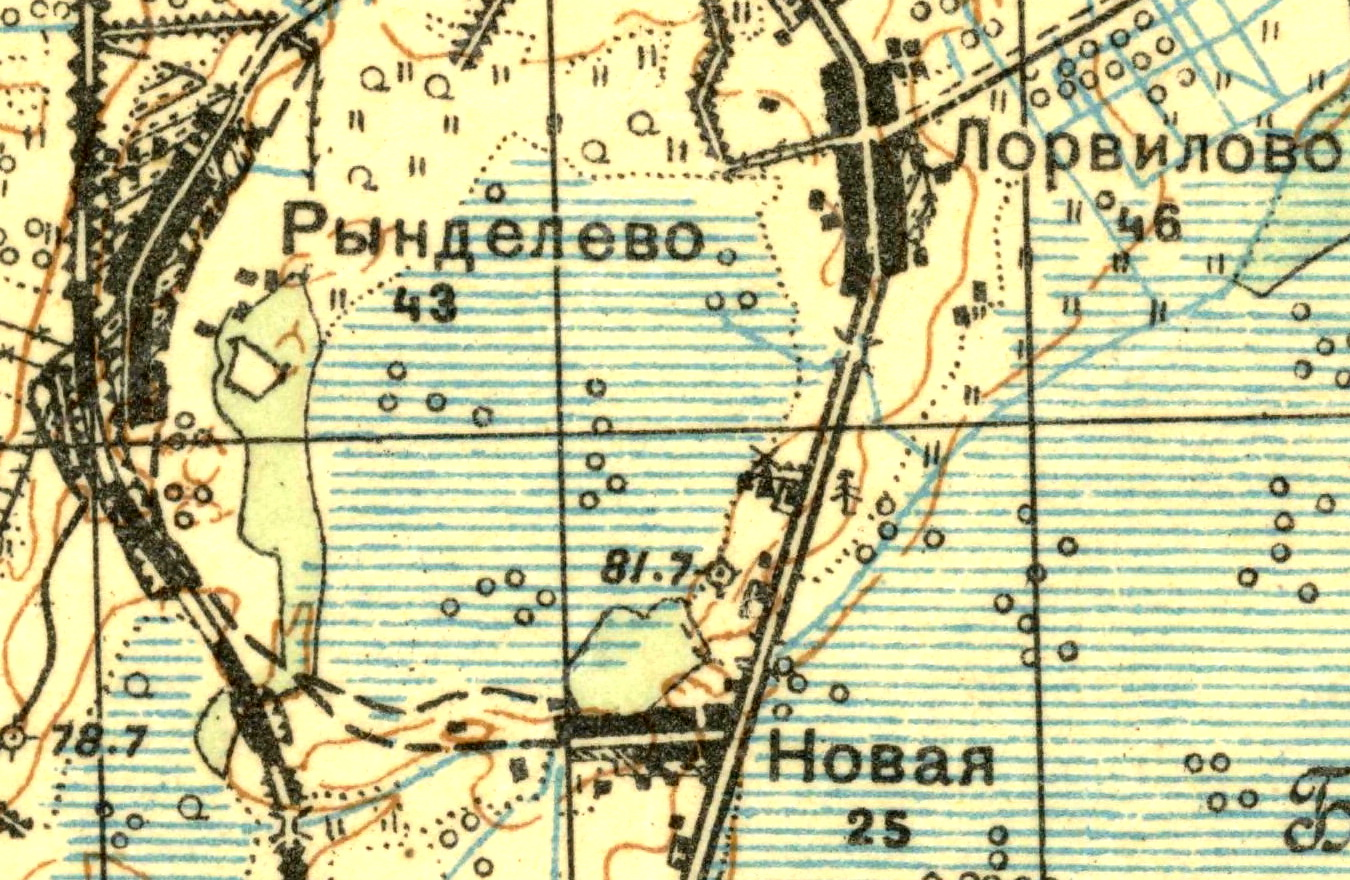
План деревни Новая. 1931 год

Согласно топографической карте 1931 года деревня насчитывала 25 дворов, на северной окраине деревни находилась ветряная мельница.
По данным 1933 года деревня Новая входила в состав Погинского финского национального сельсовета Тосненского района.

План деревни Новая. 1939 год

Согласно топографической карте 1939 года деревня называлась Новая (Старая Мыза) и насчитывала 17 дворов.
С 1 сентября 1941 года по 31 декабря 1943 года деревня находилась в оккупации.
С 1965 года в составе Фёдоровского сельсовета. В 1965 году население деревни Новая составляло 74 человека.
По данным 1966, 1973 и 1990 годов деревня Новая также находились в составе Фёдоровского сельсовета.
В 1997 году в деревне Новая Фёдоровской волости проживали 14 человек, в 2002 году — 16 человек (русские — 94 %).
В 2007 году в деревне Новая Форносовского ГП — 11 человек.

## География
Деревня находится в северо-западной части района на автодороге 41К-176 (Павловск — Косые Мосты), к югу от административного центра поселения — посёлка Форносово.
Расстояние до административного центра поселения — 7,5 км.
Деревня расположена на западной окраине Мявринского болота. К северо-западу от деревни расположено Малое Мявринское болото.

## Демография
| 1862 | 2007 | 2010 | 2017 |
| ---- | ---- | ---- | ---- |
| 58   | ↘11  | ↘10  | ↘6   |

## Улицы
Нагорная.